# Мокшин, Николай Дмитриевич
Николай Дмитриевич Мокшин (28.02.1930 — 29.06.1996) — моторист цементировочного агрегата производственного объединения «Оренбургбургаз» Министерства газовой промышленности СССР, Оренбургская область. Полный кавалер ордена Трудовой Славы (1983).

## Биография
Родился в 1930 году в селе Марасы Бузулукского района Оренбургской области в семье крестьянина.
Окончил 6 классов средней школы. Трудовую деятельность начал в 12 лет рядовым колхозником. С 1946 года — колхозник колхоза имени Мичурина Бузулукского района Оренбургской области. С 1947 года работал молотобойцем в кузнице, а с 1949 года — трактористом и шофёром.
В 1950—1956 годах служил в Советской Армии.
С 1956 года — моторист-водитель Похвистневской конторы бурения треста «Куйбышевнефтеразведка» (Куйбышевская ныне Самарская область). С 1970 года — моторист цементировочного агрегата производственного объединения «Оренбургбургаз».
Работая мотористом, обеспечивал технически грамотное обслуживание агрегата без капительного ремонта. Разработал более совершенный метод обслуживания цементированных агрегатов, который внедрён на всех агрегатах объединения.
Указами Президиума Верховного Совета СССР от 11 декабря 1974 года и от 6 марта 1978 года награждён орденами Трудовой Славы 3-й и 2-й степени.
Указом Президиума Верховного Совета СССР от 7 января 1983 года за самоотверженный высокопроизводительный труд, большие успехи, достигнутые во всесоюзном соцсоревновании в ознаменование 60-летия образования СССР, долголетнюю безупречную работу в одном хозяйстве Мокшин Николай Дмитриевич награждён орденом Трудовой Славы 1-й степени. Стал полным кавалером ордена Трудовой Славы.
Внёс 18 рационализаторских предложений. Являясь наставником молодёжи, подготовил 8 мотористов. Избирался председателем цехового комитета и профсоюзного комитета объединения. Почётный работник газовой промышленности.
В дальнейшем вышел на пенсию. Жил в Оренбурге. Умер 29.06.1996 года. Похоронен в селе Державино Бузулукского района.

## Награды и звания
Награждён орденами Трудовой Славы 1-й, 2-й, 3-й степеней: 3 ст. 11.12.1974 № 429
2 ст. 06.03.1978 № 3123
1 ст. 07.01.1983 № 25
- Медаль «За доблестный труд»
- Медаль «За трудовую доблесть»
- Медаль «Ветеран труда»
- медалями[1].
- Почётный работник газовой промышленности[1].